# 奚康生
奚康生（467年—521年），北魏军事人物，先世为部落酋帅。
大将军奚直之孙。奚康生勇武粗狂，魏孝文帝任用他为宗子隊主。他作战勇猛，累功除征虏将军、封安武县男。出京为南青州刺史。萧衍派出大将徐济骚扰北魏边境，结果徐济被奚康生所擒。萧衍听说奚康生能引强弓達十石，特意製作兩張大弓，送给奚康生。萧衍又遣将宋黑寇擾彭城。张惠绍与宋黑水陆并进，直抵彭城。朝廷遣奚康生率军增援，大败张惠绍，斬殺宋黑。永平二年（509年）正月，泾州沙门刘慧汪聚眾謀反，朝廷诏华州刺史奚康生帶兵讨之。以功任泾州刺史。因杀戮過重，乃信向佛道，建造南、北石窟寺。永平四年十一月，治兵壽春。魏孝明帝即位，任相州（今河北磁縣南方近漳河處）刺史。當時相州大旱，他派人鞭打石虎畫像，到西門豹祠裏求雨不成，又拔西門豹石像的舌頭。不久，二子暴死，自己也大病一場。徵拜光祿勳，後担任右衛将军。正光元年（520年）秋七月，他和元叉、刘腾通谋，废黜灵太后胡氏。以功任抚军大将军、河南尹。他和元叉结为姻亲，兒子奚难娶左卫将军侯剛之女，侯剛长子即元叉之妹夫。奚康生性格粗犷，說話没有分寸，元叉渐渐忌惮他，最後二人反目成仇。於是奚康生想要拥立灵太后复位。正光二年（521年）三月，灵太后宴文武群臣於西林园，酒酣百官相继起舞。奚康生趁機跳《力士舞》，以身护孝明与太后，最終被元叉執殺。其子奚难在奚康生死后，徙安州被杀。

## 延伸阅读
[在维基数据编辑]
 《魏書·卷73》，出自魏收《魏书》
 《北史·卷037》，出自李延壽《北史》

## 传記資料
- 《魏书》卷73 列傳第61
- 《北史》卷37 列傳第25